# Handball-DDR-Oberliga (Männer) 1984/85
Mit der Handball-DDR-Oberliga der Männer 1984/85, der höchsten Spielklasse der Saison im Hallenhandball der DDR, wurde zum 35. Mal der DDR-Meister ermittelt.

## Saisonverlauf
Die Oberliga wurde in der Saison 1984/85 vom 17. Oktober 1984 bis zum 15. Mai 1985 mit wie üblich zehn Mannschaften ausgetragen. Diese mussten in Hin- und Rückspielen jeweils 18 Begegnungen absolvieren. Der SC Magdeburg konnte mit einem Sechs-Punkte-Vorsprung seinen Vorjahrestitel erfolgreich verteidigen. Es war sein sechster Titelgewinn in Folge und die achte Hallenmeisterschaft seit 1977. Beste Betriebssportgemeinschaft wurde die BSG Motor Eisenach auf Rang sechs mit einem Rückstand von neun Punkten zum Tabellenfünften SC Leipzig. Als Aufsteiger aus der Handball-DDR-Liga traten die Armeesportgemeinschaft (ASG) Offiziershochschule Löbau und die Spielgemeinschaft SG Lok/Motor Süd-Ost Magdeburg an. Beide Gemeinschaften schafften nicht den Klassenerhalt und stiegen nach nur einem Jahr wieder in die Zweitklassigkeit ab.

## Tabellen

### Abschlusstabelle
| Pl. | Mannschaft                         | Sp. | S  | U | N  | Tore    | Punkte |
| --- | ---------------------------------- | --- | -- | - | -- | ------- | ------ |
| 1.  | SC Magdeburg (M,P)                 | 18  | 16 | 1 | 1  | 535:412 | 33:30  |
| 2.  | SC Dynamo Berlin                   | 18  | 13 | 1 | 4  | 437:360 | 27:90  |
| 3.  | ASK Vorwärts Frankfurt             | 18  | 11 | 4 | 3  | 432:389 | 26:10  |
| 4.  | SC Empor Rostock                   | 18  | 12 | 0 | 6  | 441:407 | 24:12  |
| 5.  | SC Leipzig                         | 18  | 11 | 1 | 6  | 402:365 | 23:13  |
| 6.  | BSG Motor Eisenach                 | 18  | 6  | 2 | 10 | 367:416 | 14:22  |
| 7.  | BSG Post Schwerin                  | 18  | 6  | 1 | 11 | 380:411 | 13:23  |
| 8.  | SG Dynamo Halle-Neustadt           | 18  | 4  | 1 | 13 | 367:405 | 09:27  |
| 9.  | ASG Offiziershochschule Löbau (N)  | 18  | 3  | 1 | 14 | 338:446 | 07:29  |
| 10. | SG Lok/Motor Süd-Ost Magdeburg (N) | 18  | 2  | 0 | 16 | 378:466 | 04:32  |

Legende:
  DDR-Meister und Teilnehmer am Europapokal der Landesmeister 1985/86 
  FDGB-Pokalsieger und Teilnehmer am Europapokal der Pokalsieger 1985/86 
  Teilnehmer am IHF-Pokal 1985/86 
  Absteiger in die DDR-Liga 1985/86 
 (M) DDR-Meister 1984, (P) FDGB-Pokalsieger 1984, (N) Aufsteiger aus der DDR-Liga 1983/84

### Kreuztabelle
| 1984/85 16. Oktober 1984 – 15. Mai 1985 | 1984/85 16. Oktober 1984 – 15. Mai 1985 | SC Magdeburg | SC Dynamo Berlin | ASK Vorwärts Frankfurt | SC Empor Rostock | SC Leipzig | BSG Motor Eisenach | BSG Post Schwerin | SG Dynamo Halle-Neustadt | ASG Offiziershochschule Löbau | SG Lok/Motor Süd-Ost Magdeburg |
| --------------------------------------- | --------------------------------------- | ------------ | ---------------- | ---------------------- | ---------------- | ---------- | ------------------ | ----------------- | ------------------------ | ----------------------------- | ------------------------------ |
| 01.                                     | SC Magdeburg                            |              | 32:30            | 32:26                  | 28:21            | 33:27      | 32:21              | 33:22             | 30:17                    | 35:17                         | 34:23                          |
| 02.                                     | SC Dynamo Berlin                        | 29:22        |                  | 23:20                  | 19:17            | 19:21      | 27:15              | 27:19             | 21:18                    | 24:13                         | 31:17                          |
| 03.                                     | ASK Vorwärts Frankfurt                  | 22:22        | 23:22            |                        | 33:28            | 21:21      | 22:22              | 25:21             | 24:15                    | 27:19                         | 24:21                          |
| 04.                                     | SC Empor Rostock                        | 23:33        | 29:26            | 25:20                  |                  | 21:19      | 28:19              | 24:22             | 21:18                    | 25:12                         | 26:21                          |
| 05.                                     | SC Leipzig                              | 23:24        | 18:19            | 21:23                  | 22:20            |            | 20:14              | 28:18             | 19:15                    | 24:20                         | 27:24                          |
| 06.                                     | BSG Motor Eisenach                      | 25:34        | 21:21            | 20:23                  | 16:21            | 18:16      |                    | 25:23             | 26:22                    | 20:15                         | 24:23                          |
| 07.                                     | BSG Post Schwerin                       | 22:27        | 14:21            | 20:20                  | 22:21            | 22:28      | 21:16              |                   | 18:17                    | 34:20                         | 25:19                          |
| 08.                                     | SG Dynamo Halle-Neustadt                | 22:27        | 21:25            | 21:23                  | 27:29            | 23:25      | 25:20              | 21:19             |                          | 24:20                         | 26:20                          |
| 09.                                     | ASG Offiziershochschule Löbau           | 20:25        | 19:30            | 19:26                  | 20:30            | 16:23      | 22:21              | 16:17             | 19:19                    |                               | 28:21                          |
| 10.                                     | SG Lok/Motor Süd-Ost Magdeburg          | 22:32        | 21:23            | 17:30                  | 30:32            | 15:20      | 21:24              | 23:21             | 19:16                    | 21:23                         |                                |

### Torschützenliste
|     | Spieler            | Verein                    | Tore / 7 m |
| --- | ------------------ | ------------------------- | ---------- |
| 01. | Frank-Michael Wahl | SC Empor Rostock          | 148 / 30   |
| 02. | Ingolf Wiegert     | SC Magdeburg              | 119 / 02   |
| 03. | Udo Rothe          | SC Magdeburg              | 117 / 37   |
| 04. | Olaf Pleitz        | ASK Vorwärts Frankfurt/O. | 110 / 58   |
| 05. | Rüdiger Borchardt  | SC Empor Rostock          | 099 / 18   |
| 06. | Stephan Hauck      | SC Dynamo Berlin          | 089 / 21   |
| 07. | Frank Mühlner      | SC Leipzig                | 078 / 16   |
| 08. | Burghard Perlich   | SG Dynamo Halle-Neustadt  | 075 / 0–   |
| 08. | Jürgen Flau        | BSG Post Schwerin         | 075 / 25   |
| 08. | Gerd Stefanowsky   | SG Dynamo Halle-Neustadt  | 075 / 28   |

## Statistik
In der Saison 1984/85 wurden in der Oberliga insgesamt 90 Spiele ausgetragen, in denen 4.077 Tore fielen (≈ 45 Treffer pro Spiel). Die meisten Tore fielen in der Begegnung SC Magdeburg – SC Dynamo Berlin mit dem Ergebnis 32:30. Den höchsten Sieg erzielte der SC Magdeburg beim 35:17-Heimsieg über die ASG Offiziershochschule Löbau. Torschützenkönig wurde Frank-Michael Wahl  vom SC Empor Rostock mit 148 Treffern, von denen er 30 Tore als Siebenmeterschütze erzielte. Während der Saison gab es drei Tabellenführer: Der SC Magdeburg führte 16-mal die Tabelle an, nur einmal standen der SC Dynamo Berlin und der  ASK Vorwärts Frankfurt an der Tabellenspitze.

## Meistermannschaft
| SC Magdeburg          | SC Magdeburg |
| --------------------- | --- |
| Logo vom SC Magdeburg | Tor: Wieland Schmidt, Gunar Schimrock, Michael Gottschalk Feldspieler: Lars Becker, Uwe Beye, Jörg Brech, Günter Dreibrodt, Jens Fiedler, Andreas Fink, Andreas Frank, Hartmut Krüger , Helmut Kurrat, Peter Pysall, Udo Rothe, Heiko Triepel, Ingolf Wiegert, Holger Winselmann Trainer: Klaus Miesner |